# 29
Évszázadok: i. e. 1. század – 1. század – 2. század
Évtizedek: i. e. 20-as évek – i. e. 10-es évek – i. e. 1-es évek – 1-es évek – 10-es évek – 20-as évek – 30-as évek – 40-es évek – 50-es évek – 60-as évek – 70-es évek
Évek: 24 – 25 – 26 – 27 –  28 – 29 – 30 – 31 – 32 – 33 – 34

## Események

### Római Birodalom
- Caius Fufius Geminust (helyettese júliustól Aulus Plautius) és Lucius Rubellius Geminust (helyettese Lucius Nonius Asprenas) választják consulnak.
- Meghal Livia Drusilla, Augustus császár özvegye, Tiberius anyja. Tiberius rossz viszonyuk miatt még a temetésére sem tér vissza Rómába.
- Livia halála után Tiberius bizalmasa, Seianus nyílt támadást indít a császár menye, Agrippina ellen. Tiberius is vádló levelet ír a szenátusnak, amely után Agrippinát Pandateria, legidősebb fiát, Nerót Pontia szigetére száműzik, ahol mindketten néhány éven belül meghalnak.

### Kína
- Kuang Vu császár jelentős sikereket ér el a politikai káoszt kihasználó önjelölt kiskirályok és trónkövetelőkkel szemben. Vej Hsziao és Tou Zsong kormányzók meghódolnak és segítik további harcait, míg a császári dinasztiából származó Liu Jong trónkövetelőt megölik, Peng Csong önjelölt herceget pedig saját szolgája gyilkolja meg. A következő évre gyakorlatilag egész Kelet-Kína Kuang Vu uralma alá kerül.

## Halálozások
- Jézus keresztre feszítésének egyik feltételezett éve, Tertullianus kronológiája szerint
- Livia Drusilla római császárné, Augustus felesége

## Fordítás
- Ez a szócikk részben vagy egészben  az   AD 29 című angol Wikipédia-szócikk ezen változatának fordításán alapul.  Az eredeti cikk szerkesztőit annak laptörténete sorolja fel. Ez a jelzés csupán a megfogalmazás eredetét és a szerzői jogokat jelzi, nem szolgál a cikkben szereplő információk forrásmegjelöléseként.